# Daptonema donsi
Daptonema donsi is een rondwormensoort uit de familie van de Xyalidae. De wetenschappelijke naam van de soort is voor het eerst geldig gepubliceerd in 1948 door Allgén.